# Claude Ponti

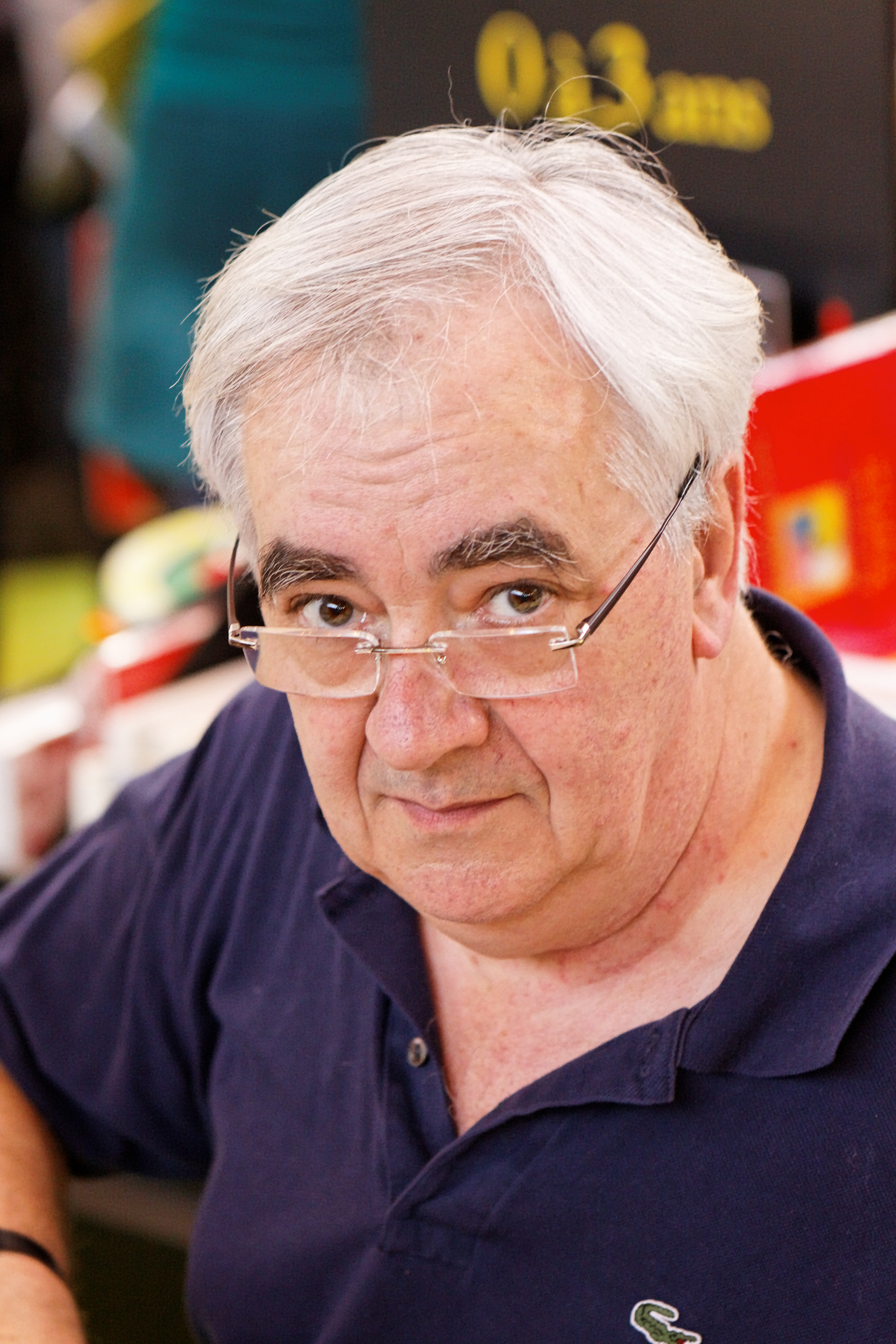
Claude Ponti (2011)

Claude Ponti (geboren am 22. November 1948 in Lunéville als Claude Ponticelli) ist ein französischer Kinderbuch-Illustrator und Schriftsteller.
Ponti verbrachte seine Kindheit in den Vogesen. In Frankreich wurde er als Verfasser und Illustrator zahlreicher Kinderbücher, meist mit seiner Tochter Adèle als Heldin, im deutschsprachigen Raum hingegen vor allem durch seinen ersten Roman Les Pieds-Bleus (1995; dt. 1997 als Die große Stille unter dem Schnee) bekannt.
Von 2013 bis 2017 gestaltete Ponti im Auftrag des Grünflächenamts Teile des Jardin des Plantes in Nantes.

## Werke auf Deutsch
- Adeles Album, Ars-Ed., München 1988, ISBN 3-7607-7629-9 (nur Illustr.)
- Die große Stille unter dem Schnee. Roman, Piper, München und Zürich 1997, ISBN 3-492-03874-3
- Das schönste Tal der Welt, Moritz, Frankfurt am Main 1999, ISBN 3-89565-100-1 (überwieg. Illustr.)

## Als Illustrator fremder Werke
- Florence Seyvos: Das Unwetter, Moritz, Frankfurt am Main 1994, ISBN 3-89565-013-7
- Agnès Desarthe: Kleiner Prinz Pluff, Moritz, Frankfurt am Main 2002, ISBN 3-89565-140-0